# Großsteingräber bei Neustadt am Rübenberge
Die Großsteingräber bei Neustadt am Rübenberge waren zwei megalithische Grabanlagen der jungsteinzeitlichen Trichterbecherkultur bei Neustadt am Rübenberge in der Region Hannover (Niedersachsen). Sie wurden nach 1821 zerstört.

## Lage
Die Gräber befanden sich zwischen Neustadt und Schneeren, an der Straße nach Nienburg (Weser) am Aschenkrug. Sie waren zum Teil von Moor umgeben. In der näheren Umgebung gab es ursprünglich mehrere weitere Großsteingräber: westlich befanden sich die 1816 zerstörten Großsteingräber bei Schneeren und die Großsteingräber bei Mardorf, nördlich lag das Großsteingrab Borstel.

## Beschreibung
Beide Gräber besaßen ost-westlich orientierte Hünenbetten mit einer Länge von 55 Fuß (ca. 16 m) und einer Breite von 10 Fuß (ca. 3 m). Beide Grabkammern besaßen fünf Decksteine, von denen die größten jeweils am westlichen Ende lagen. Der größte Deckstein hatte eine Länge von 11 Fuß (ca. 3,2 m) und eine Breite von 5 Fuß (ca. 1,5 m). Der genaue Grabtyp der Anlagen lässt sich nicht sicher bestimmen, aufgrund ihrer Größe muss es sich aber um Großdolmen oder Ganggräber gehandelt haben.